# Сиракјус (Мисури)
Сиракјус (енгл. Syracuse) град је у америчкој савезној држави Мисури.

## Демографија
По попису из 2010. године број становника је 172, што је 0 (0,0%) становника више него 2000. године.
| Група             | 2000.       | 2010.       |
| Белци             | 168 (97,7%) | 165 (95,9%) |
| Афроамериканци    | 0 (0,0%)    | 0 (0,0%)    |
| Азијати           | 1 (0,6%)    | 0 (0,0%)    |
| Хиспаноамериканци | 4 (2,3%)    | 6 (3,5%)    |
| Укупно            | 172         | 172         |